# Fléville-devant-Nancy
Fléville-devant-Nancy és un municipi francès situat al departament de Meurthe i Mosel·la i a la regió del Gran Est. L'any 2007 tenia 2.416 habitants.

## Demografia

### Població
El 2007 la població de fet de Fléville-devant-Nancy era de 2.416 persones. Hi havia 959 famílies, de les quals 154 eren unipersonals (53 homes vivint sols i 101 dones vivint soles), 376 parelles sense fills, 336 parelles amb fills i 93 famílies monoparentals amb fills.
La població ha evolucionat segons el següent gràfic:
Habitants censats

### Habitatges
El 2007 hi havia 981 habitatges, 960 eren l'habitatge principal de la família, 2 eren segones residències i 19 estaven desocupats. 895 eren cases i 85 eren apartaments. Dels 960 habitatges principals, 854 estaven ocupats pels seus propietaris, 101 estaven llogats i ocupats pels llogaters i 5 estaven cedits a títol gratuït; 2 tenien una cambra, 21 en tenien dues, 58 en tenien tres, 225 en tenien quatre i 654 en tenien cinc o més. 833 habitatges disposaven pel capbaix d'una plaça de pàrquing. A 400 habitatges hi havia un automòbil i a 508 n'hi havia dos o més.

### Piràmide de població
La piràmide de població per edats i sexe el 2009 era:
| Homes | Edats   | Dones |
| ----- | ------- | ----- |
| 0     | 95 o +  | 0     |
| 0     | 90 a 94 | 0     |
| 4     | 85 a 89 | 16    |
| 4     | 80 a 84 | 0     |
| 4     | 75 a 79 | 8     |
| 24    | 70 a 74 | 20    |
| 40    | 65 a 69 | 36    |
| 100   | 60 a 64 | 92    |
| 104   | 55 a 59 | 88    |
| 152   | 50 a 54 | 172   |
| 136   | 45 a 49 | 144   |
| 92    | 40 a 44 | 100   |
| 72    | 35 a 39 | 92    |
| 72    | 30 a 34 | 64    |
| 52    | 25 a 29 | 60    |
| 96    | 20 a 24 | 76    |
| 136   | 15 a 19 | 104   |
| 108   | 10 a 14 | 80    |
| 52    | 5 a 9   | 104   |
| 64    | 0 a 4   | 32    |

## Economia
El 2007 la població en edat de treballar era de 1.667 persones, 1.142 eren actives i 525 eren inactives. De les 1.142 persones actives 1.089 estaven ocupades (551 homes i 538 dones) i 53 estaven aturades (28 homes i 25 dones). De les 525 persones inactives 246 estaven jubilades, 176 estaven estudiant i 103 estaven classificades com a «altres inactius».

### Ingressos
El 2009 a Fléville-devant-Nancy hi havia 959 unitats fiscals que integraven 2.440,5 persones, la mediana anual d'ingressos fiscals per persona era de 23.503 €.

### Activitats econòmiques
Dels 137 establiments que hi havia el 2007, 4 eren d'empreses de fabricació de material elèctric, 2 d'empreses de fabricació d'elements pel transport, 16 d'empreses de fabricació d'altres productes industrials, 12 d'empreses de construcció, 36 d'empreses de comerç i reparació d'automòbils, 21 d'empreses de transport, 2 d'empreses d'hostatgeria i restauració, 3 d'empreses d'informació i comunicació, 7 d'empreses financeres, 3 d'empreses immobiliàries, 21 d'empreses de serveis, 8 d'entitats de l'administració pública i 2 d'empreses classificades com a «altres activitats de serveis».
Dels 20 establiments de servei als particulars que hi havia el 2009, 6 eren tallers de reparació d'automòbils i de material agrícola, 1 taller d'inspecció tècnica de vehicles, 1 establiment de lloguer de cotxes, 2 paletes, 1 guixaire pintor, 1 fusteria, 3 electricistes, 1 empresa de construcció, 1 perruqueria, 2 restaurants i 1 saló de bellesa.
Dels 7 establiments comercials que hi havia el 2009, 1 era una botiga de menys de 120 m², 1 una botiga de roba, 1 una sabateria, 2 botigues de mobles, 1 una botiga de material esportiu i 1 una perfumeria.
L'any 2000 a Fléville-devant-Nancy hi havia 3 explotacions agrícoles.

## Equipaments sanitaris i escolars
L'únic equipament sanitari que hi havia el 2009 era una farmàcia.
El 2009 hi havia 1 escola maternal i 1 escola elemental.

## Poblacions més properes
El següent diagrama mostra les poblacions més properes.